# Cantone di Claye-Souilly
Il Cantone di Claye-Souilly è una divisione amministrativa degli arrondissement di Meaux e di Torcy.
A seguito della riforma complessiva dei cantoni del 2014 è passato da 6 a 30 comuni.

## Composizione
Prima della riforma del 2014 comprendeva i comuni di:
- Annet-sur-Marne
- Claye-Souilly
- Courtry
- Le Pin
- Villeparisis
- Villevaudé

Dal 2015 comprende i comuni di:
- Annet-sur-Marne
- Barcy
- Chambry
- Charmentray
- Charny
- Claye-Souilly
- Crégy-lès-Meaux
- Cuisy
- Forfry
- Fresnes-sur-Marne
- Gesvres-le-Chapitre
- Gressy
- Isles-lès-Villenoy
- Iverny
- Mareuil-lès-Meaux
- Messy
- Monthyon
- Chauconin-Neufmontiers
- Oissery
- Penchard
- Le Plessis-aux-Bois
- Le Plessis-l'Évêque
- Précy-sur-Marne
- Saint-Mesmes
- Saint-Soupplets
- Trilbardou
- Varreddes
- Vignely
- Villenoy
- Villeroy